# چشتی آنسداتر اسکوئمسولد
چشتی آنسداتر اسکوئمسوُلد (نروژی: Kjersti Annesdatter Skomsvold؛ زادهٔ ۳ دسامبر ۱۹۷۹) مؤلف، رمان‌نویس، شاعر و نویسنده اهل نروژ است. کتاب‌های او به بیش از بیست زبان مختلف دنیا ترجمه شده‌است.
وی دانش‌آموختهٔ رشتهٔ ریاضیات و کامپیوتر در دانشگاه اسلو و دانشگاه علم و فناوری نروژ است.
وی بابت نگارش رمان «هر چه تندتر گام بردارم، کوچکتر هستم» برندهٔ جایزه ادبی تاریای وسوس شد و نامش در فهرست نامردان دریافت جایزه ایمپک دوبلین قرار گرفت.